# Knut jarl
För den norske Knut jarl, se Knut Håkonsson.
Knut jarl, död 31 januari 1208, var en svensk jarl, och son till Birger Brosa. Knut som var kung Erik Knutssons jarl stupade 1208 i slaget vid Lena. 

## Barn
1. Magnus Broka
2. Cecilia Knutsdotter (Bjälboätten), gift med Filip Birgersson av Aspenäsätten